# Calathea portobelensis
Calathea portobelensis är en strimbladsväxtart som beskrevs av H.A.Kenn. Calathea portobelensis ingår i släktet Calathea och familjen strimbladsväxter. Inga underarter finns listade.